# Agathis haywardi
Agathis haywardi är en stekelart som beskrevs av De Santis 1963. Agathis haywardi ingår i släktet Agathis och familjen bracksteklar. Inga underarter finns listade i Catalogue of Life.